# Victor Laverrenz

Victor Laverrenz

Victor Laverrenz (* 16. September 1862 in Berlin; † 18. Dezember 1910 ebenda) war ein deutscher Buchhändler, Verleger und Schriftsteller.
Bekannt wurde er vor allem durch Militärhumoresken, aber auch Publikationen über die Kaiserliche Marine und die deutsche Schifffahrt. Von 1907 bis 1910 war er Herausgeber der Kriegsromanheftserie Hurrah! Soldatenstreiche aus Krieg und Frieden.

## Herkunft und Ausbildung
Laverrenz wurde als Sohn des Kammermusikers Karl Laverrenz (1832–1904) und dessen Ehefrau Sophie, geb. Oertling (1834–?), geboren. Nach dem Besuch eines Gymnasiums machte er eine Ausbildung als Buchhändler; anschließend führte ihn eine Reise durch Mitteleuropa.1883/84 leistete er seinen Wehrdienst als Einjährig-Freiwilliger im 2. Garde-Ulanen-Regiment in Berlin.

## Verlegerische und schriftstellerische Tätigkeit
Während seiner Militärdienstzeit wurde Laverrenz zu Militärhumoresken inspiriert, die er ab 1886 publizierte. Bis 1895 war er hauptberuflich als Verleger tätig. Seine Einnahmen aus seiner schriftstellerischen Tätigkeit erlaubten ihm schließlich, als freier Schriftsteller zu arbeiten. Der Schwerpunkt seiner Publikationen lag auf Darstellungen der Kaiserlichen Marine und der Seefahrt. Offensichtlich aus diesem Interesse war er auch Mitglied in der Deutsch-Asiatischen Gesellschaft.
Ab 1907 fungierte er für den Münchmeyer Verlag in Dresden, der seinerzeit auch die Werke von Karl May herausgab, als Herausgeber der weit verbreiteten Kriegsromanheftserie Hurrah! Soldatenstreiche aus Krieg und Frieden, die als erste deutsche Kriegsromanheftserie gilt und zahlreiche Nachahmer fand. Obwohl diese Serie unter den Begriff Schundliteratur fiel, gründete Laverrenz 1908 die Zeitschrift Jugendpost, in der er sich gegen ebendiese Literaturform wandte.

## Werke (Auswahl)
- Das deutsche Heer in Einzeldarstellungen, 5 Bde., Berlin 1887/88.
- Europäische Wanderungen, Berlin 1887.
- Die Denkmäler Berlins und der Volkswitz. Humoristisch-satirische Betrachtungen, Berlin 1892. Digitalisierung: Zentral- und Landesbibliothek Berlin, 2020. URN urn:nbn:de:kobv:109-1-15420538
- Ulanenstreiche. Kriegs- und Friedenserlebnisse aus dem Ulanenleben, Berlin 1894.
- Berliner Volkswitz: humoristische Studien über den echten Berliner und seine Vaterstadt. Hugo Steinitz Verlag, Berlin 1895, urn:nbn:de:kobv:109-1-15423109. [3., 4. und 5. Tausend, urn:nbn:de:kobv:109-1-15423095]
- Vor dem Wind! Marine-Humoresken, Berlin 1896.
- Berliner Originale. Typen aus dem Berliner Volksleben, Berlin 1899.
- Auf der "Hohenzollern". Marine-Humoresken aus dem Leben Kaiser Wilhelms II. Nach wahren Begebenheiten erzählt, Berlin 1901.
- Bei unseren China-Kriegern. Lustige Feldzugs-Erlebnisse in Ost-Asien, Berlin 1901.
- Burenstreiche. Heitere Bilder aus Süd-Afrika, Berlin 1901.
- Deutschland zur See, Berlin 1900.
- Unter deutscher Kriegsflagge, Berlin 1900.
- Unter deutscher Handelsflagge, Berlin 1902.
- Seemannshumor, Berlin 1901.
- Der Afghanen-Spion (Dschassus-i-Afghani). Kulturhistorische Erzählung aus Zentralasien, Erfurt 1906.
- Deutschlands Kriegsflotte, Erfurt 1906, Reprint Wolfenbüttel (Melchior Verlag 2007).